# Bartolomeo Maria Dal Monte
Bartolomeo Maria Dal Monte (3. listopadu 1726, Boloň – 24. prosince 1778, Boloň) byl italský římskokatolický kněz. Katolická církev ho uctívá jako blahoslaveného.

## Život
Narodil se 3. listopadu 1726 v Boloni jako páté dítě rolnice Anny Marii Bassani. Čtyři z jeho sourozenců zemřeli dříve než on. Jeho narození a první týden života byly úspěšné poté, co jeho matka požádala o přímluvu svatého Františka z Pauly.
Dne 26. dubna 1733 přijal svátost biřmování z rukou boloňského arcibiskupa Prospera Lorenza Lambertiniho, který se stal papežem Benediktem XIV. Studium započal u Jezuitů na Koleji Santa Lucia, studoval humanitní vědy. Brzy se zformovalo jeho náboženské povolání a informoval o tom své rodiče, proti čemuž byl jeho otec. Za svůj vzor si vybral františkánského kazatele Leonarda da Porto Maurizio (pozdější světec). Začal se připravovat na kněžství.
Dne 20. prosince 1749 byl vysvěcen na kněze. Na příkaz papeže Benedikta XIV. sloužil roku 1749 jako diecézní administrátor. Také požádal o to aby dal Monte dále pokračoval ve studiu a dne 30. prosince 1751 dokončil svá teologická studia. Poté se ujal práce v misiích a kázal celkem v 62 italských diecézích.
Roku 1774 jej povolal kardinál vikář Marcantonio Colonna aby kázal k jubileu roku 1775 na Piazza Navona. Založil také Opera Pia delle Missioni, kde připravoval diecézní kněze na misie.
Papež Pius VI. ho požádal aby se usadil v Římě ale odmítl ukončit svou evangelizační misii. Jednou také navrhl aby odjel misii do Indie, což mu jeho nadřízení zakázali kvůli jeho zdravotnímu stavu.
Sám si předpověděl že zemře na Vánoce, což se také stalo 24. prosince 1778, poté co ho navštívil boloňský arcibiskup Andrea Gioannetti.

## Proces blahořečení
Proces blahořečení byl zahájen 22. ledna 1890 v arcidiecézi Boloň. Dne 23. ledna 1921 uznal papež Benedikt XV. jeho hrdinské ctnosti.
Dne 11. června 1995 uznal papež Jan Pavel II. zázrak uzdravení na jeho přímluvu. Blahořečen byl 27. září 1997.